# Liste des compagnies aériennes à Bahreïn
Ceci est une liste des compagnies aériennes actives et inactives du Bahreïn au 5 mai 2021.

## Compagnies actives
| Nom,                 | OACI | AITA | Indicatif | Depuis | Notes | Image |
| -------------------- | ---- | ---- | --------- | ------ | ----- | ----- |
| Bahrain Royal Flight | -    | BAH  | BAHRAIN   | 1981   |       |       |
| DHL International    | ES   | DHX  | DILMUN    | 1979   | Cargo |       |
| Gulf Air             | GF   | GFA  | GULF AIR  | 1950   |       |       |
| Texel Air            | -    | XLR  | TEXEL     | 2014   | Cargo |       |

## Anciennes compagnies
| Nom            | Début d'activité | Fin d'activité | Notes | Image |
| -------------- | ---------------- | -------------- | ----- | ----- |
| Bahrain Air    | 2008             | 2013           |       |       |
| Gulf Traveller | 2003             | 2007           |       |       |
| Mena Aerospace | -                | -              |       |       |
| Saad Air       | -                | -              |       |       |